# Brad Wright
Brad Wright (ur. 1961 w Vancouver) – kanadyjski producent filmowy, aktor i scenarzysta.

## Filmy

### Produkcja
- Gwiezdne wrota: Dzieci Bogów (producent wykonawczy) (1997)
- Stargate Atlantis: Rising (producent wykonawczy) (2004)
- Gwiezdne wrota: Continuum (producent wykonawczy) (2008)
- Gwiezdne wrota: Arka Prawdy (producent wykonawczy) (2008)

### Scenariusz
- Gwiezdne wrota: Dzieci Bogów (1997)
- Stargate Atlantis: Rising (2004)
- Gwiezdne wrota: Continuum (2008)

### We własnej osobie
- Stargate: The Lowdown (2003)

## Seriale

### Produkcja
- Gwiezdne wrota (producent wykonawczy) (1997–2007)
- Gwiezdne wrota: Atlantyda (producent wykonawczy) (2004–2009)
- Gwiezdne wrota: Atlantyda (producent) (2004–2009)
- Gwiezdne wrota: Wszechświat (producent wykonawczy) (2009)

### Scenariusz
- Neon Rider (1900-1995)
- Przygody Blacky’ego (rok 1990)

| Sezon | Tytuł odcinka |
| ----- | ------------- |
| 1     | Vigil         |
| 1     | Trapped       |
| 1     | Fireworks     |
- Nieśmiertelny (rok 1994)

| Sezon | Tytuł odcinka | Uwagi                                            |
| ----- | ------------- | ------------------------------------------------ |
| 2     | Counterfeit   | teleplay; historia napisana przez Davida Tynana. |
- Madison (1993–1997)
- Po tamtej stronie (w latach 1995 – 1998)

| Sezon | Tytuł odcinka                    | Uwagi                                                              |
| ----- | -------------------------------- | ------------------------------------------------------------------ |
| 1     | Blood Brothers                   |                                                                    |
| 1     | The Conversion                   |                                                                    |
| 1     | The Quality of Mercy             |                                                                    |
| 1     | The Message                      |                                                                    |
| 1     | I, Robot                         | Na podstawie noweli autorstwa Eando Bindera pod tym samym tytułem. |
| 1     | The Voice of Reason              | Finałowy odcinek sezonu                                            |
| 2     | Trial By Fire                    |                                                                    |
| 2     | The Light Brigade                |                                                                    |
| 3     | The Camp                         |                                                                    |
| 3     | The Revelations of Becka Paulson | wspólnie z Stephenem Kingiem                                       |
| 4     | In Another Life                  | wspólnie z Naren Shankar & Chris Brancato                          |
| 4     | The Vaccine                      |                                                                    |
| 4     | To Tell the Truth                |                                                                    |
- Mroczne dziedzictwo (1996−1999)
- Gwiezdne wrota (w latach 1997–2007 i 2008)

| Sezon            | Tytuł odcinka             | Uwagi |
| ---------------- | ------------------------- | --- |
| 1                | Children of the Gods      | napisana wspólnie z Jonathanem Glassnerem premiera sezonu                                                                   |
| 1                | The Enemy Within          | |
| 1                | Solitudes                 | |
| 1                | Politics                  | klipy |
| 2                | The Serpent’s Lair        | premiera sezonu |
| 2                | The Gamekeeper            | wspólnie z Jonathanem Glassnerem                                                                                            |
| 2                | Message in a Bottle       | wspólnie z Michaelem Greenburgiem & Jarradem Paulem                                                                         |
| 2                | A Matter of Time          | wspólnie z Mishą Rashovich                                                                                                  |
| 2                | 1969                      | |
| 2                | Out of Mind               | wspólnie z Jonathanem Glassnerem finał sezonu                                                                               |
| 3                | Into the Fire             | premiera sezonu |
| 3                | Point of View             | wspólnie z Jonathanem Glassnerem, Robertem C. Cooperem & Torem Alexanderem Valenza)                                         |
| 3                | A Hundred Days            | |
| 3                | Crystal Skull             | wspólnie z Michaelem Greenburgiem & Jarradem Paulem                                                                         |
| 4                | The Other Side            | |
| 4                | 2010                      | |
| 4                | Prodigy                   | wspólnie z Josephem Mallozzi & Paulem Mullie                                                                                |
| 5                | Enemies                   | wspólnie z Robertem C. Cooperem, Josephem Mallozzi & Paulem Mullie premiera sezonu                                          |
| 5                | Threshold                 | kontynuacja Enemies |
| 5                | 2001                      | |
| 5                | Wormhole X-Treme!         | wspólnie z Josephem Mallozzi & Paulem Mullie Cameo                                                                          |
| 6                | Abyss                     | |
| 6                | Unnatural Selection       | wspólnie z Robertem C. Cooperem                                                                                             |
| 6                | The Challening            | wspólnie z Christopherem Judge’em)                                                                                          |
| 7                | Lifeboat                  | |
| 7                | Lost City                 | wspólnie z Robertem C. Cooperem finał sezonu                                                                                |
| 8                | Moebius                   | wspólnie z Robertem C. Cooperem, Josephem Mallozzi & Paulem Mullie finał sezonu                                             |
| 9                | Beachhead                 | |
| 9                | Ripple Effect             | wspólnie z Josephem Mallozzi & Paulem Mullie                                                                                |
| 10               | The Pegasus Project       | |
| 10               | 200                       | wspólnie z Robertem C. Cooperem, Josephem Mallozzi, Paulem Mullie, Carlem Binderem, Martinem Gero & Alanem McCullough Cameo |
| 10               | The Shroud                | wspólnie z Robertem C. Cooperem                                                                                             |
| FILM TELEWIZYJNY | Gwiezdne wrota: Continuum | Constellation Award za najlepszy scenariusz w dramacie pełnometrażowym                                                      |
- Gwiezdne wrota: Atlantyda (w latach 2004–2009)

| Sezon | Tytuł odcinka        | Uwagi                                                    |
| ----- | -------------------- | -------------------------------------------------------- |
| 1     | Rising               | wspólnie z Robertem C. Cooperem premiera sezonu          |
| 1     | Hide and Seek        | wspólnie z Robertem C. Cooperem                          |
| 1     | Thirty-Eight Minutes |                                                          |
| 2     | Aurora               | wspólnie z Carlem Binderem                               |
| 2     | Epiphany             | wspólnie z Joe Flaniganem                                |
| 2     | Critical Mass        | wspólnie z Carlem Binderem                               |
| 3     | Irresistible         | wspólnie z Robertem C. Cooperem & Carlem Binderem        |
| 3     | Echoes               | wspólnie z Carlem Binderem                               |
| 4     | This Mortal Coil     | wspólnie z Josephem Mallozzi & Paulem Mullie             |
| 5     | The Shrine           | nominowany do Constellation Award w kategorii scenariusz |
- Gwiezdne wrota: Wszechświat (w latach 2009–2011)
- Podróżnicy (w latach 2016−2018)

| Sezon | numer odc. | Tytuł odcinka  | Oryginalna data emisji | Uwagi                     |
| ----- | ---------- | -------------- | ---------------------- | ------------------------- |
| 1     | 1          | Pilot          | 17 października 2016 r |                           |
| 1     | 5          | Pokój nr 101   | 14 listopada 2016 r    |                           |
| 2     | 1          | Ave Machina    | 16 października 2017 r |                           |
| 2     | 7          | 17 minut       | 27 listopada 2017 r    |                           |
| 2     | 10         | 21C            | 11 grudnia 2017 r      |                           |
| 3     | 1          | Ilsa           | 14 grudnia 2018 r      |                           |
| 3     | 10         | Protokół Omega | 14 grudnia 2018 r      | wspólnie z Heath Affolter |